# Juan Carlos Migliavacca
Juan Carlos Migliavacca (20 de octubre de 1915 - 6 de agosto de 2004) fue un pintor argentino nacido en Entre Ríos.
Nace en Rocamora, departamento Uruguay, (Entre Ríos) el 20 de octubre de 1915. Pintor autodidacta. Llega a Paraná en 1941. En 1945 se radicó en Buenos Aires donde frecuentó talleres particulares, entre ellos: Sociedad Estímulo de Bellas Artes, Taller Cecilia Marcovich, Sociedad Artistas Estudiantes y Egresados de Bellas Artes (MEEBA), entre otros.

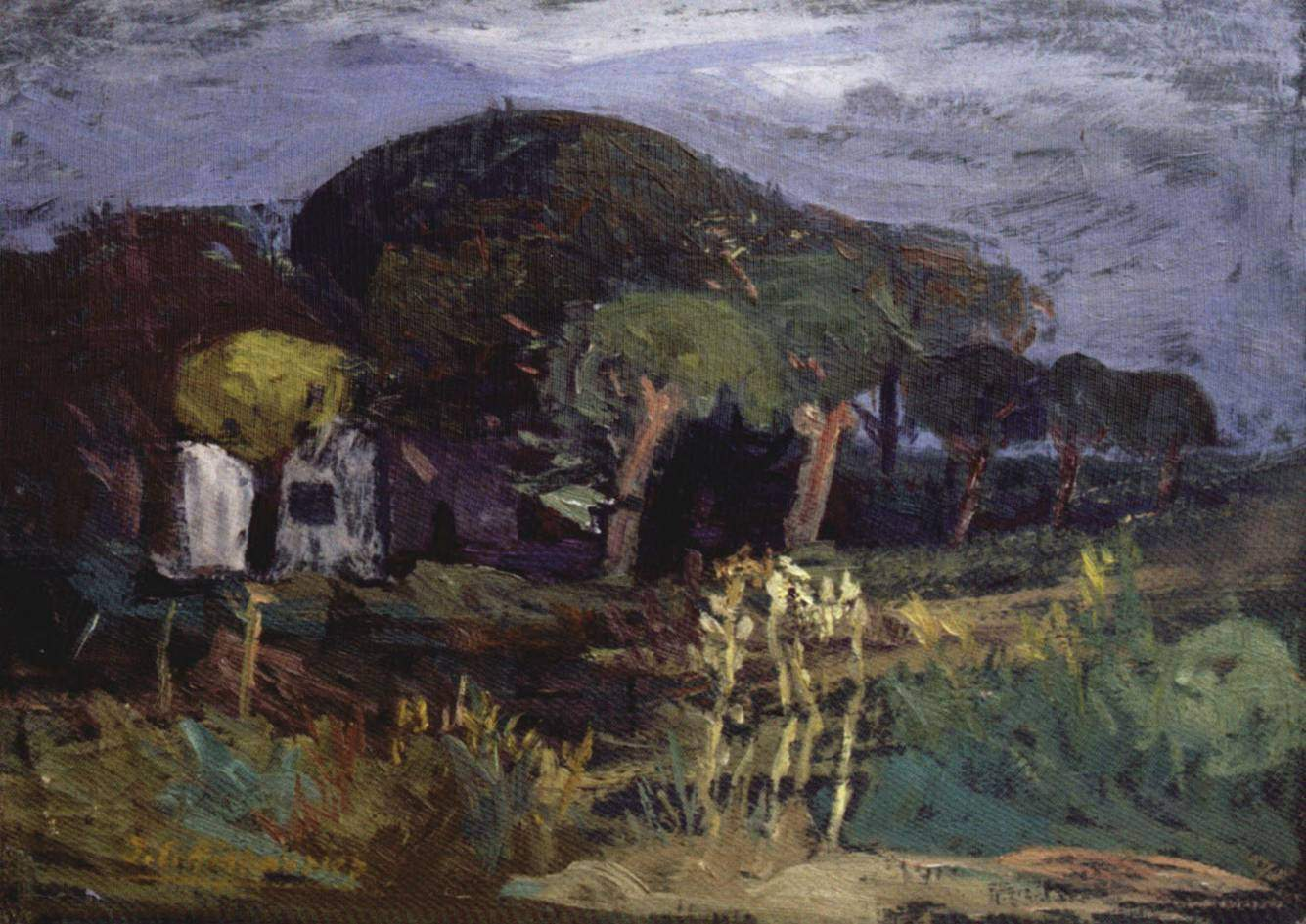
Paisaje entrerriano.

## Premios
1954 - 1.er Premio Salón “Club el Progreso - Paraná.
1954 - 1.er Premio Salón Anual Artistas Plásticos de E. Ríos.
1960 - 2º Premio Adquisición Salón Anual Artistas Plásticos de Entre Ríos
1960 - Premio Adquisición “Plásticos Entrerrianos” IV Salón Anual del Litoral - Prov. de Entre Ríos.
1961 - 1.er Premio Adquisición IV Salón Anual Artistas Plásticos de Entre Ríos.
1961 - Premio Adquisición “Gobierno de la Provincia de Santa Fe - V Salón Anual del Litoral - Prov. de Entre Ríos.
1964 - 2º Premio Salón Municipal de Paraná.
1965 - Premio Adquisición Salón Anual de Artistas Plásticos de Santa. Fe.
1966 - Premio Adquisición Fondo Nacional de las Artes, Salón de Victoria Entre Ríos.
1969 - 1.er Premio Adquisición VI Salón Anual Artistas Plásticos de Entre Ríos.
1974 - Medalla de Oro en el Salón Nacional de Santa Fe.
1986 - 2º Premio Adquisición Salón Provincial de la Ciudad de Corrientes.
1989 - 1.er Premio Adquisición Salón Nacional “IV Centenario” de Corrientes.

## Poseen obras suyas
Museo de Bellas Artes de Tilcara (Jujuy) de la Fundación “Hugo Irureta”,“Museo Rosa Galisteo de Rodríguez” de Santa Fe, Museo Provincial de Bellas Artes “ Gómez Cornet” de Santiago del Estero, Museo Provincial de Bellas Artes “Pedro E. Martínez” de Paraná (Entre Ríos), Museo de Bellas Artes “Dr. Juan R. Vidal” de la ciudad de Corrientes; además de colecciones particulares.
En 1967 integró la selección de Artistas Plásticos de Entre Ríos en el Certamen Bienal de Valores Plásticos del Interior (Capital Federal).
Ha participado como Jurado en Salones de Artistas Plásticos de Entre Ríos y del Litoral.
Ha realizado viajes de estudio en 1978 a España, Italia, Francia, Inglaterra, Portugal y en 1994 a Alemania, Holanda y la República Checa.